# Ecclesia semper reformanda est
A expressão em latim Ecclesia semper reformanda est pode ser traduzida como "a igreja sempre deve ser reformada" (também pode ser expressa com o verbo subentendido: Ecclesia semper reformanda) é um conceito popularizado por Karl Barth em 1947.
Na maioria das vezes, refere-se à convicção de certos teólogos protestantes de que a igreja deve continuamente se reexaminar para manter sua pureza de doutrina e prática.
Na tradição reformada é um princípio pelo qual uma igreja é reformada é identificada.